# Laurentien av Nederländerna
Laurentien av Nederländerna, född Petra Laurentien Brinkhorst 25 maj 1967 i Leiden, Nederländerna, är en nederländsk prinsessa. Hon är sedan 2001 gift med Constantijn av Nederländerna, son till tidigare drottning Beatrix av Nederländerna och prins Claus av Nederländerna. Paret har tre barn, Eloise, Claus-Casimir och Leonore.
Laurentien är dotter till Nederländernas tidigare ekonomiminister Laurens Jan Brinkhorst.